# Maurice Finat
Maurice Finat (Bordeaux, 29 luglio 1894 – Moshi, 20 aprile 1935) è stato un militare e aviatore francese, che dopo la Grande Guerra fu detentore di numerosi record mondiali aeronautici, fondatore della Lega dei piloti aviatori, Amministratore delegato della Società per lo Sviluppo dell'aviazione e  Segretario generale del Comitato permanente delle Grandi Giornate dell'Aviazione di Francia..

## Biografia
Nacque il 29 luglio 1894 a Bordeaux, dipartimento della Gironda, figlio di Barthélémy Raoul e di Marie Quérat. Diplomatosi ingegnere presso la Scuola Bréguet di Parigi nel 1914, dopo lo scoppio della prima guerra mondiale fu mobilitato nel mese di settembre 1914 e assegnato al  134ème Regiment d'infanterie, dove prestò servizio fino al novembre 1915. Trasferito in aviazione fu mandato alla Escadrille M F 20. Insignito della Croce di Cavaliere della Legion d'onore e della Médaille militaire, sei citazioni all'ordine del giorno, dopo la smobilitazione decise di rimanere nel mondo dell'aviazione.
Segretario generale della Lega dei piloti aviatori 1919-1921; vicepresidente della Unione die piloti civili di Francia 1925-1927. Aveva al suo attivo più di 5.000 ore di volo. Classificato in numerose competizioni aeronautiche, nel 1927 vinse il concorso internazionale per aerei leggeri a Zurigo. In quell'anno fu segretario generale del IV Festival dell'Aria di Vincennes.Il 20 ottobre 1927 stabilì il record mondiale di distanza su circuito chiuso (1.146 chilometri) con Labric, e cinque giorni dopo il record mondiale di distanza in linea retta per velivoli leggeri biposto, con sua moglie, la signora Denise Jeanne Lesage Duzahay  a bordo (868 km). Nel settembre 1928 divenne detentore del record mondiale di distanza su circuito chiuso (1.740 km) e del record mondiale di durata su un aereo leggero monoposto con 24 h 36' 33”. Nel 1931 vinse la competizione nazionale per aerei da turismo. Nel 1933 si classificò al secondo posto alla "Dodici Ore" di Angers. Partecipò al Giro aereo di Francia dell'U.P.CF.; si classificò al 1°, 2° e 4° posto nella Coupe Zénith Internationale. 
Detentore del record mondiale di velocità per aereo leggero sui 100 km, fu anche fondatore della Lega dei piloti aviatori che, alla fine della Grande Guerra, riunì tutto il personale di volo. Segretario generale del Comitato permanente delle Grandi Giornate dell'Aviazione di Francia, e Amministratore delegato della Società per lo Sviluppo dell'aviazione. Rimase ucciso il 20 aprile 1935 al suo ritorno dal Madagascar mentre cercava di battere il record di velocità da Tananarive a Parigi a bordo di un piccolo monoplano biposto Farman 359. Intrappolato in una violenta turbolenza, l'aereo divenne incontrollabile e si schiantò al suolo tra Moshi e Juba, nel Tanganica. Il secondo pilota, Paul de Forges, rimase gravemente ferito. La salma fu poi tumulata l'8 marzo 1936 nel Cimitero di Montmartre, a Parigi